# 1964年インスブルックオリンピックのノルディック複合競技
1964年インスブルックオリンピックのノルディック複合競技（1964ねんインスブルックオリンピックのノルディックふくごうきょうぎ）は1964年2月2日、2月3日に行われた。

## 競技の結果

### 個人P70/15km
- 前半ジャンプ1964年2月3日14:05～
- 後半クロスカントリー1964年2月3日13:05～

| 順位 | 国・地域       | 氏名                       | 記録                     |
| ---- | -------------- | -------------------------- | ------------------------ |
| 金   | ノルウェー     | トルモト・クヌートセン     | 469.28（JP2位、CC4位）   |
| 銀   | ソビエト連邦   | ニコライ・キセリョフ       | 453.04（JP3位、CC8位）   |
| 銅   | 東西統一ドイツ | ゲオルク・トーマ           | 452.88（JP1位、CC10位）  |
| 4    | ソビエト連邦   | ニコライ・グサコフ         | 449.36（JP4位、CC5位）   |
| 5    | ノルウェー     | アルネ・ラルセン           | 430.63（JP17位、CC3位）  |
| 6    | ノルウェー     | アルネ・バルハウゲン       | 425.63（JP20位、CC2位）  |
| 7    | ソビエト連邦   | ヴァチェスラフ・ドリャギン | 422.75（JP10位、CC12位） |
| 8    | イタリア       | エジオ・ダモリン           | 419.54（JP18位、CC7位）  |
| 9    | 東西統一ドイツ | ライナー・ディエテル       | 417.14（JP6位、CC15位）  |
| 10   | オーストリア   | ウィリー・ケスティンガー   | 413.68（JP5位、CC18位）  |